# Phedimus
A Phedimus a kőtörőfű-virágúak (Saxifragales) rendjébe, ezen belül a varjúhájfélék (Crassulaceae) családjába és a fáskövirózsa-formák (Sempervivoideae) alcsaládjába tartozó nemzetség.
Ennek a növénynemzetségnek a legtöbb faját, korábban a varjúháj (Sedum) nevű nemzetségbe sorolták be; újabban azonban különálló összefoglaló taxont alkottak meg ezeknek. Ettől eltérően egyes rendszerezők és források még mindig Sedum-fajokként kezelik az áthelyezetteket.

## Előfordulásuk
A Phedimus-fajok eredeti előfordulási területei Európa délebbi részei, Franciaországtól egészen Görögországig, valamint Oroszország európai részének északkeleti területei, beleértve az Arktisz egyes szigeteit is. Ázsia északi kétharmadában is őshonosak; a sivatagos országokon kívül, csak Afganisztántól Indonéziáig nem találhatók meg; azonban felelhetők Iránban, Szíriában, Törökországban és Azerbajdzsánban. Afrikában, csak Algéria és Tunézia területein élnek természetes körülmények között. Az ember ezt a növénynemzetséget betelepítette Európa más részeire, valamint Észak-Amerika számos térségébe, főleg Kanadába.

## Rendszerezés
A nemzetségbe az alábbi 2 alnemzetség és 14 faj tartozik:
- Phedimus subg. Aizoon (L.K.A.Koch ex Schönland) H.Ohba & Turland (2000)
  - Phedimus aizoon (L.) 't Hart
  - Phedimus ellacombeanus (Praeger) 't Hart
  - szibériai varjúháj (Phedimus hybridus) (L.) 't Hart
  - Phedimus kamtschaticus (Fisch.) 't Hart
  - Phedimus litoralis (Kom.) 't Hart
  - Phedimus middendorffianus (Maxim.) 't Hart
  - Phedimus odontophyllus (Fröd.) 't Hart
  - Phedimus selskanianus (Regel & Maack) 't Hart
  - Phedimus sikokianus (Maxim.) 't Hart
- Phedimus subg. Phedimus Raf. (1817)
  - Phedimus obtusifolius (C.A.Mey.) 't Hart
  - kaukázusi varjúháj (Phedimus spurius) (M.Bieb.) 't Hart
  - Phedimus stellatus (L.) Raf. - típusfaj
  - Phedimus stevenianus (Rouy & E.G.Camus) 't Hart
  - Phedimus stolonifer (S.G.Gmel.) 't Hart